# Fiat 850
Fiat 850 foi um modelo de automóvel compacto da Fiat produzido entre 1964 e 1973. 
Seu design técnico foi uma evolução de seu antecessor, o Fiat 600. 
No total, foram produzidos 2.203.380 unidades.